# Tenuta San Guido
Tenuta San Guido (рус. Тэну́та Сан Гуи́до) — итальянское винодельческое хозяйство, расположенное в тосканском субрегионе Болгери и имеющее собственную субрегиональную категорию Bolgheri Sassicaia DOC. Производит три красных сухих вина с собственных виноградников: Sassicaia Bolgheri Sassicaia DOC; Guidalberto IGT и Le Difese Toscana IGT. Также в хозяйстве производят традиционное оливковое масло первого холодного отжима Tenuta San Guido Extra Vergine di Oliva и с 1994 года граппу Grappa di Sassicaia совместно с известным итальянским производителем из области Венеция Якопо Поли.
Хозяйство принадлежит знатной семье Инчиза делла Роккетта, считающейся пионерами в области освоения бордосских сортов винограда в Италии и создания «супертосканских» вин. Маркиз Марио Инчиза делла Роккетта (итал. Mario Incisa della Rocchetta) вместе с Джакомо Такисом создал в 1968 году первое «супертосканское» вино «Сассикайя», которое в 1974 году на «слепой дегустации», устроенной журналом «Decanter», одержало победу над легендарным французским бордо гран крю.

## Bolgheri Sassicaia DOC
- Сассикайя — в переводе с тосканского диалекта итальянского языка означает «каменные земли»
- Регион: Bolgheri Sassicaia Denominazione di Origine Controllata
- Площадь виноградников: 75 гектаров
- Тип почвы: гравий
- Сорта винограда: Каберне Совиньон — 85 %, Каберне Фран — 15 %
- Возраст лоз: 25—30 лет
- Плотность посадки: 4000—5000 лоз на гектар
- Сбор винограда: только вручную
- Ферментация: проходит вместе с кожицей ягод порядка 15 дней в чанах из нержавеющей стали под температурным контролем с периодическим перемешиванием «шапки» и проведением делестажа
- Выдержка: вино вызревает 24 месяца в 225-литровых бочках из французского дуба (из Алье и Тронсё), треть из которых — новые, с последующей шестимесячной довыдержкой в бутылках перед поступлением в продажу
- Объём производства: порядка 180 000 бутылок, в зависимости от урожая года

## Guidalberto IGT
- Название: Впервые было представлено в 2000 году, как «второе вино» знаменитого Sassicaia. Было создано Николо Инчеза делла Роккетта при участии энолога Себастьяно Россо. Для этого вина были специально посажены отдельные виноградники. Названо в честь Гуидальберто делла Герардеска (итал. Guidalberto della Gherardesca) — предка Николо по материнской линии, жившего в XIX столетии и занимавшегося новаторским виноделием в Болгери
- Регион: Tuscany Indicazione Geografica Tipica
- Тип почвы: гравий
- Сорта винограда: каберне совиньон — 45 %, мерло — 45 % и санджовезе — 10 %
- Возраст лоз: 15—20 лет
- Сбор винограда: только вручную
- Ферментация: проходит вместе с кожицей ягод в чанах из нержавеющей стали под температурным контролем — 15 дней для каберне совиньон и мерло, 12 дней для санджовезе
- Выдержка: вино вызревает 12 месяцев в бочках из французского и американского дуба, из которых 30 % — новые, а 70 % из-под предыдущих урожаев Sassicaia, с последующей трехмесячной довыдержкой в бутылках перед поступлением в продажу
- Объём производства: порядка 150 000 бутылок, в зависимости от урожая года

## Le Difese IGT
- Название: в переводе с итальянского — защита
- Регион: Tuscany Indicazione Geografica Tipica
- Тип почвы: гравий
- Сорта винограда: каберне совиньон — 70 %, санджовезе — 30 %
- Возраст лоз: 15—20 лет
- Сбор винограда: только вручную
- Ферментация: проходит вместе с кожицей ягод в чанах из нержавеющей стали под температурным контролем 15 дней для каберне совиньон и санджовезе
- Выдержка: вино вызревает 12 месяцев в бочках из французского и американского дуба, с последующей трехмесячной довыдержкой в бутылках перед поступлением в продажу
- Объём производства: порядка 120 000 бутылок, в зависимости от урожая года

## Оливковое масло
- Регион: Тоскана, Болгери
- Сорта оливок: Франтойо, Раджиоло, Морайоло
- Расположение: площадь — 650 гектаров, 50 метров над уровнем моря
- Плотность посадок: 225 деревьев на гектар
- Объем производства: от 30 000 до 40 000 бутылок в год
- Кислотность: 0,3 %